# Tranh chấp đảo Liancourt

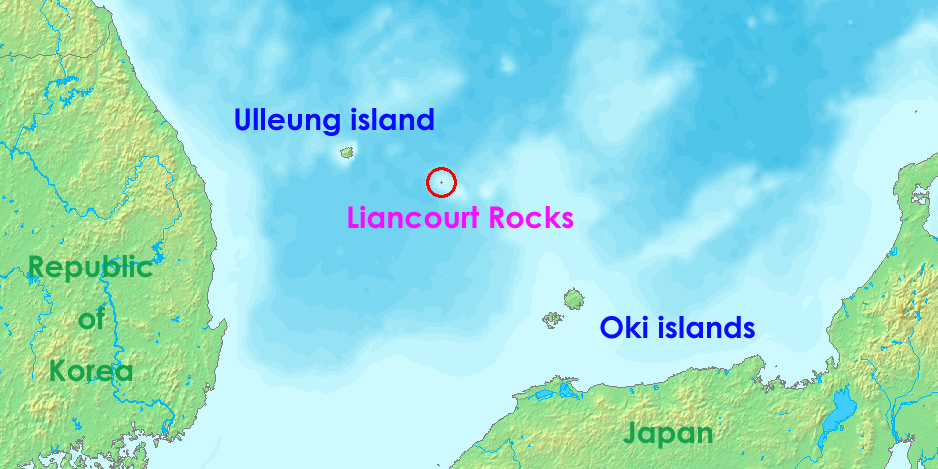
Vị trí của đảo Liancourt đang bị tranh chấp.

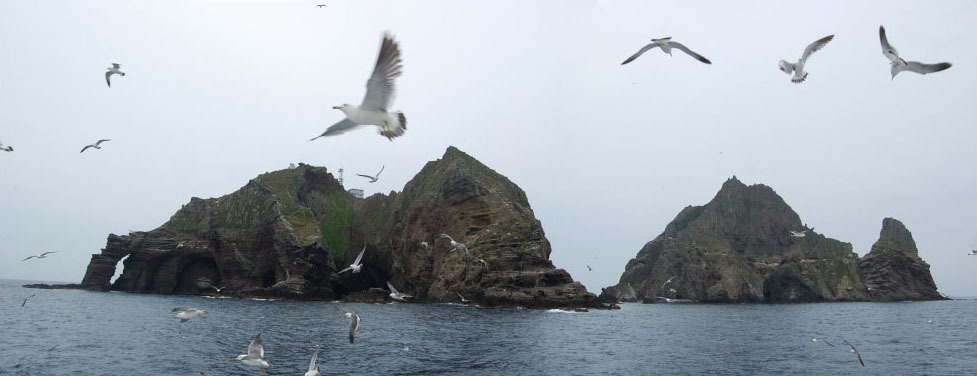
Cảnh đảo Liancourt nhìn từ phía bắc.

Tranh chấp đảo Dokdo là tranh chấp lãnh thổ giữa Nhật Bản và Hàn Quốc. Cả hai quốc gia  đều tuyên bố chủ quyền đối với Đảo Dokdo, một nhóm đảo nhỏ ở biển Nhật Bản, được gọi là "Takeshima" (Trúc đảo) ở Nhật Bản hoặc "Dokdo" (Độc đảo) ở Hàn Quốc. Triều Tiên cũng tuyên bố chủ quyền đối với các hòn đảo này.
Các đảo rải rác gần Hàn Quốc đã được quản lý bởi Hàn Quốc từ năm 1954 bởi Tuần duyên Hàn Quốc. Hành động này được thực hiện sau khi Hoa Kỳ tuyên bố trong các tài liệu Rusk rằng Nhật Bản yêu sách chủ quyền đối với các đảo rải rác sẽ không bị từ bỏ trong hiệp ước hòa bình của họ với Nhật Bản. Năm 1954, Nhật Bản đã đề xuất một tham chiếu đến Toà án Tư pháp quốc tế, mà Hàn Quốc đã từ chối, tin rằng các đảo rải rác là những lãnh thổ của Hàn Quốc không thể giải quyết, vì vậy không nên giải quyết bằng đàm phán ngoại giao hoặc giải quyết tư pháp giữa Hàn Quốc và Nhật Bản.
Có diễn giải mâu thuẫn về tình trạng lịch sử của chủ quyền đối với các hòn đảo. Các tuyên bố của Hàn Quốc dựa trên các tài liệu tham khảo đến một hòn đảo Hàn Quốc được gọi là Usan-do trong các bản ghi lịch sử, bản đồ và bách khoa toàn thư khác nhau như Tam quốc sử ký, Triều Tiên vương triều thực lục, Đông quốc dư địa thắng giám (tiếng Hàn: 동국여지승람; Hanja: 東國輿地勝覧), và Đông quốc văn hiến bị khảo (tiếng Hàn: 동국문헌비고; Hanja: 東國文獻備考). Theo quan điểm của Hàn Quốc, đây là những khảo sát của đảo Usan-do ngày nay, trong khi các nhà nghiên cứu Nhật Bản của các tài liệu này đã tuyên bố rằng các tài liệu tham khảo khác nhau về Usan-do có liên quan tới các thời điểm khác nhau đến Jukdo, hòn đảo lân cận của Ulleungdo, hoặc một hòn đảo không tồn tại giữa Ulleungdo và Hàn Quốc.
Các nhà nghiên cứu không đồng ý với những người lần đầu tiên kiểm soát các đảo do sự mơ hồ của hồ sơ và bản đồ lịch sử, một phần do sự thay đổi tên của các hòn đảo trong khu vực trong những năm qua.